# Skutskärs SK
Skutskärs SK är en ishockeyklubb från Skutskär på gränsen mellan Uppland och Gästrikland. Klubben bildades av ett gäng ungdomar från Bergslagens Praktiska Yrkesskola 1960 och anmälde sig till seriespel första gången säsongen 1961/62. Redan säsongen 1968/69 återfinns man för första gången i division II vilket då var den näst högsta ligan i landet. Under säsongen 1984/85 tas beslutet att bygga en ishall med hjälp av kommunen. Den står klar efter 75 dagar vilket ger föreningen en rejäl skjuts framåt. A-laget går upp i Division I (vid denna tid andraligan efter Elitserien) och även ungdomslagen får en skjuts framåt i sina serier. A-laget låg kvar i division I till 1989 innan man flyttades ner. Inför säsongen 1999/2000 var man tillbaka igen och denna gång höll man sig kvar säsongen 2003/2004 då man återigen förpassades neråt i seriesystemet.